# Església Parroquial d'Odeceixe
L'església Parroquial d'Odeceixe és un monument religiós de la vila d'Odeceixe, a la regió de l'Algarve, a Portugal.

## Descripció
L'església es dedica a Nossa Senhora da Piedade, patrona de la vila. Està situada junt al Carrer 25 d'Abril, en un punt elevat de la població.
El seu interior és sobri, amb dos altars col·laterals i una capella major neoclàssica. L'arc triomfal cinccentista és de traça manuelina.(1) Els principals elements de l'església són la corona de Nossa Senhora da Piedade, d'argent llaurat, esculpida entre 1564 i 1565, i una custòdia també d'argent, del final del segle xvii. També en destaquen altres peces com ara corones, calzes i patenes.(1)

## Història
L'edifici es construí entre principis del segle xiv i finals del XV. Al llarg de la història se'n restaurà diverses voltes, i això li canvià la traça, tot i que encara siguen visibles alguns elements introduïts en les obres del 1527, durant el regnat de Joan II, com l'arc triomfal. El 1565 fou modificat aquest l'arc.(1) L'edifici fou molt ampliat en les intervencions del segle XVI a la primeria del s. XVII, durant les quals arribà a les dimensions actuals. A més de en l'estructura, les obres també incidiren en el retaule, que fou repintat, i perdé d'aquesta manera el valor artístic original.(1)